# Masakr v Marii Woli
Masakr v Marii Woli je název pro brutální masové vraždy spáchané Ukrajinskou povstaleckou armádou a ukrajinskými rolníky za druhé světové války. Událost se odehrála během tzv. volyňského masakru 12. července 1943 v kolonii Maria Wola, která se nacházela v tehdejším Volodymyr-volynském okrese. Celkem bylo zavražděno 227 nebo 228 lidí, převážně šlo o rodinné příslušníky Poláků nebo občany polsko-ukrajinské národnosti.
Přibližně v 15 hodin ozbrojené jednotky UPA a skupiny ukrajinských rolníků obklíčily vesnici a společně se pustily do vraždění svých spoluobčanů střelbou, sekerami, vidlemi, kosami a srpy, pilami, noži, kladivy a dalšími nástroji. Asi 30 stále ještě žijících obětí bylo vhozeno do studny a rozdrceno kameny. Desítky lidí byly upáleny zaživa. Mezi oběťmi byl i Ukrajinec Dziduch, jenž byl zavražděn, protože odmítal zabít svoji ženu polské národnosti. Po dokončení masakru byla osada vyrabována a vypálena.